# Let the Good Times Roll (пісня Луї Джордана)
«Let the Good Times Roll» — джамп-блюзова пісня, записана 1946 року Луї Джорданом зі своїм гуртом Tympany Five. Пісню занесено до Зали слави премії «Греммі» і Зали слави блюзу. Цією піснею часто відкривали свої концерти багато блюзових виконавців, зокрема Б. Б. Кінг та Коко Тейлор.

## Оригінальна версія
Пісню написав Сем Терд, блюзовий співак та автор пісень з Нового Орлеану, а співаторкою стала Флісі Мур, дружина Луї Джордана. Терд вперше показав пісню Джордану у 1942, коли виступав у клубах Чикаго.
Джордан записав пісню 26 червня 1946 року в Нью-Йорку разом з комбо Tympany Five: Джордан на альт-саксофоні, Аарон Айзенголл на трубі, Джош Джексон на тенор-саксофоні, Карл Хоган на гітарі, По Сімкінс на контрабасі, Білл Девіс на фортепіано і Едді Берд на барабанах). «Let the Good Times Roll» вийшла у грудні 1946 року на лейблі Decca  синглом (10" 78) з «Ain't Nobody Here but Us Chickens» на стороні Б. 1946—47 роках пісня стала великим хітом, і потрапивши у чарт журналу «Billboard» (де протрималась 23 тижні), посіла підсумкове 2-е місце в хіт-параді Race Records, а «Ain't Nobody Here but Us Chickens» — посіла 1-е місце в 1947 році.
1957 року Джордан перезаписав пісню для студійного альбому Somebody Up There Digs Me (Mercury).

## Інші версії
Пісню записали інші виконавці, зокрема Рей Чарльз для The Genius of Ray Charles (1959; 1960 року посіла 78-е місце в чарті Hot 100), Літтл Джуніор Паркер для Blues Man (1969), Руфус Томас для Funky Chicken (1970), Кларенс «Гейтмаус» Браун для Clarence 'Gatemouth' Brown Sings Louis Jordan (1973), Мадді Вотерс для The Muddy Waters Woodstock Album (1975), Джеррі Лі Льюїс (1975), Б. Б. Кінг і Боббі Бленд для концертного альбому Together Again…Live (1976), Коко Тейлор для The Earthshaker (1978) і концертного альбому Live from Chicago: An Audience with the Queen (1987), Кліфтон Шеньє для концертного альбому Live at The San Francisco Blues Festival (1985), Б. Б. Кінг для концертного альбому Live at San Quentin (1990) і для Deuces Wild (1997), Deep Purple для Turning to Crime та ін.

## Визнання
1961 року на 3-й церемонії нагородження премії «Греммі» версія пісні Рея Чарльза перемогла в категорії «Найкраще ритм-енд-блюзове виконання».
2009 року сингл Джордана (Decca, 1946) включено до Зали слави премії «Греммі». 2013 року також його версія була занесена до Зали слави блюзу (в категорії «Класичний блюзовий запис — пісня»).